# Горішнє Кобиле
Горішнє Коби́ле (болг. Горно Кобиле) — село в Кюстендильській області Болгарії. Входить до складу общини Трекляно.

## Населення
За даними перепису населення 2011 року у селі проживали 4 особи.
Розподіл населення за віком у 2011 році:
Динаміка населення: